# 교황 아나스타시오 1세
교황 아나스타시오 1세(라틴어: Anastasius PP. I, 이탈리아어: Papa Anastasio I)는 제39대 교황(재위: 399년 11월 27일 - 401년 12월 19일)이다. 사후 기독교의 성인으로 시성되었으며, 축일은 12월 19일이다.
로마 태생이며 막시무스의 아들이다. 교황이 되기 전의 활동은 거의 알려진 것이 없다. 아나스타시오 1세는 알렉산드리아의 신학자 오리게네스가 쓴 글들의 라틴어 번역본을 읽은 후에 바로 그의 신학적 오류를 지적하였다. 교황으로 재임하는 동안 그는 오리게네스의 주장에 맞서 싸웠으며, 400년에는 이에 대한 논의를 하기 위해 교회회의를 소집하였다. 교회회의에서는 오리게네스의 주장에 동조하는 사람은 충실한 가톨릭 신자가 아니라고 규정하였다.
교황으로 재임하는 동안 아나스타시오 1세는 도나투스주의에 맞서 싸우는 북아프리카의 기독교인들을 지지하였다. 아나스타시오 1세는 또한 미사 중 말씀 전례 때 사제가 일어서서 복음서를 향해 고개를 숙여 예를 표한 후에 복음을 읽을 것을 지시하였다. 그의 절친한 벗으로는 암브로시오, 예로니모, 바울리노 등이 있다.
사후 그의 시신은 폰시아노 카타콤바에 안장되었다.